# Niereszta kwadratowa modulo
Niereszta kwadratowa modulo {\displaystyle p} – taka liczba całkowita {\displaystyle a,} że równanie kongruencyjne {\displaystyle x^{2}\equiv a\ ({\mbox{mod }}p),} gdzie {\displaystyle p} jest liczbą pierwszą, nie ma rozwiązania całkowitego.